# Гулямхайдаров, Алиша
Алиша Гулямхайдаров (рус. Гулямхайдаров Алексей, тадж. Алишо Ғуломҳайдаров; 12 июня 1916, кишлак Мияншар, Шугнанская волость, Хорогский район, Памирский уезд, Ферганская область, Российская империя — 20 декабря 2001, Душанбе, Таджикистан) — советский, таджикский военный, участник Великой Отечественной войны. Кавалер ордена Ленина, двух орденов Отечественной войны II степени, двух орденов Красной Звезды, Красного Знамени; медалей «За оборону Сталинграда» и др.. С 1963 года служил сотрудником МВД Таджикской ССР, подполковник МВД СССР.

## Биография

### Ранние годы и начало трудовой деятельности
Алиша (Алексей) Гулямхайдаров родился 12 июня 1916 года в кишлаке Мияншар Шугнанской волости (ныне в составе селения сельсовета — джамоата Ванкала в Шугнанском районе Горно-Бадахшанской автономной области (ГБАО) Республики Таджикистан), на Памире Ферганской области Туркестанского генерал-губернаторства Российской империи. В 12 лет лишается родителей с двумя младшими братьями. Шёл 1928 год, когда Алиша со своими младшими братьями пешком — босой прошёл более 110 км по горным тропам до первого государственного интерната в Хороге на Памире, где они и жили, и учились с 1928 года у известного просветителя на Памире Сулаймона Курбонмамадова. Член ВЛКСМ с 1930 года. Был избран секретарём Рушанского райкома комсомола. После становится одним из первых местных водителей на Старом Памирском тракте Ош – Хорог.

### Призыв на военную службу
Гулямхайдаров Алиша призывался на действительную военную службу в 1936 году Горно-Бадахшанским областным военным комиссариатом Таджикской ССР. 15 января 1936 года был направлен в воинскую часть 552-го отдельного батальона аэродромного обслуживания. Согласно учётно-послужной картотеке Главного управления кадров Министерства обороны СССР, он в это время служил в 552-м батальоне аэродромного обслуживания в звании лейтенанта.

### Участие в боевых действиях
На фронтах Великой Отечественной войны с первых дней. Впервые принял участие в боевых действиях 28 июня 1941 года на Западном фронте, затем в течение месяца (28.06.—25.07.1941) находился (в боевых порядках) в составе Западного фронта, с 15 ноября — на стыке Центрального и Резервного фронтов Брянского направления (15—18.11.1941), в дальнейшем — в районе города Волхова на Волховском (Ленинградском) фронте (18.01.—8.04.1942).
Участник Сталинградской битвы. C 1 августа 1942 до конца января 1943 года воевал в составе 13-го гвардейского стрелкового корпуса 2-й гвардейской армии на Сталинградском фронте, принимал участие в операции «Уран», по итогам которой было уничтожено 32 дивизии и 3 бригады, разгромлено 16 дивизий войск стран «Оси», а А. Гулямхайдаров решением Президиума Верховного Совета СССР от 22 декабря 1942 года был награждён медалью «За оборону Сталинграда».
С 20 февраля до конца августа 1943 года проходил службу на Южном фронте. Принимал участие в боях в боевых порядках 9-го гвардейского стрелкового полка 3-й гвардейской стрелковой Волновахской Краснознамённой ордена Суворова дивизии в составе 13-го гвардейского стрелкового корпуса 2-й гвардейской армии в составе 4-го Украинского фронта (28.10.1943—8.04.1944):
В составе 9-го гвардейского стрелкового полка… 3-й гвардейской Краснознаменной ордена Суворова стрелковой Волновахской дивизии командир стрелковой роты гвардии старший лейтенант А. Гулямхайдаров сражался на Западном, Ленинградском, Сталинградском и 4-м Украинском фронтах.
В жестоких боях на украинской земле отличились Г. Гулямшоев, О. Хусравов, М. Шарипов, И. Надыров, А. Сангов, И. Сафаршоев, А. Юлдашев, А. Гулямхайдаров….
C 28 сентября 1944 года в составе 2-й гвардейской армии 1-го Прибалтийского фронта. 6 октября рота под командованием Гулямхайдарова одной из первых ворвалась в город Кельме в Литовской ССР, захватив несколько 80-мм миномётов и использовав их против фашистов. Также она захватила батарею 105-мм орудий и 3 тяжёлых станковых пулемёта, при этом 60 врагов было уничтожено, ещё 45 — взято в плен. Гулямхайдаров был награждён орденом Красного Знамени.

### Сведения о ранениях
Алиша Гулямхайдаров шесть раз был тяжело ранен и контужен. Первое ранение получил на реке Березина (правый приток Днепра) в Белоруссии в 1941 году, второе ранение — на станции Волхова в 1942 году, третье ранение — в Сталинграде у Сталинградского тракторного завода имени Ф. Э. Дзержинского в 1943 году, четвёртое ранение — в Таганроге в 1943 году. Пятое ранение он получил в Армянске (Крымская АССР) 8 апреля 1944, отразив со своей ротой наступление численно превосходящего противника. После госпиталей  возвращался на фронт. В ноябре 1944 года получил шестое тяжелое ранение (в голову) и по состоянию здоровья был комиссован. В первых числах мая 1945 года Алиша сделал первые шаги на костылях. В больнице познакомился с Зинаидой Филипповной, которую взял в жёны.

### Послевоенное время
После Великой Отечественной войны и службы в Вооружённых Силах СССР, Алиша Гулямхайдаров вернулся в Таджикистан, с 1963 года служил в расположении МВД Таджикской ССР, последняя должность — начальник паспортного стола отдела внутренних дел Железнодорожного района города Душанбе Министерства внутренних дел Таджикской ССР. Вышел в отставку в звании подполковника милиции.
Подполковник Алиша Гулямхайдаров скончался 20 декабря 2001 года на 86-м году жизни, похоронен на православном кладбище города Душанбе Республики Таджикистан.

### Оценки и мнения
В исследованиях участия трудящихся ГБАО в Великой Отечественной войне отмечается, что: 
Своим личным примером храбрости и мужества водил в атаку бойцов командир роты старший лейтенант А. Гулямхайдаров.

## Награды
- орден Ленина (1969)[к. 11][8][13],
- два ордена Отечественной войны II степени (наградил 13 гв. ск, документ № 32/н от 02.05.1944 и за № 32/н от 21.05.1944[к. 12][к. 13])[2],
- два ордена Красной Звезды (наградил 3 гвард. стрелк. див. 13 гвард. стрелк. корп. 2 гвард. армии, док. № 58/н от 05.12.1943)[2],
- орден Красного Знамени (наградил 2 гвард. армии, док. № 105/н от 26.10.1944)[2],
- медаль «За оборону Сталинграда» (Президиум ВС СССР, 22.12.1942)[2],
- медаль «За отвагу»[1][2],
- медаль «За победу над Германией в Великой Отечественной войне 1941—1945 гг.» (1945)[1][2],
- медаль «За доблестный труд в Великой Отечественной войне 1941—1945 гг.» (1945)[1][2],
- медаль «Двадцать лет Победы в Великой Отечественной войне 1941—1945 гг.» (1965)[1][2],
- медаль «Тридцать лет Победы в Великой Отечественной войне 1941—1945 гг.» (1975)[1][2],
- медаль «Сорок лет Победы в Великой Отечественной войне 1941—1945 гг.» (1985)[1][2],
- медаль «50 лет Вооружённых Сил СССР» (1970)[1][2],
- медаль «60 лет Вооруженных Сил СССР» (1979)[1][2],
- медаль «70 лет Вооруженных Сил СССР» (1988)[1][2],
- медаль «За воинскую доблесть. В ознаменование 100-летия со дня рождения Владимира Ильича Ленина» (1970)[2],
- медаль «За трудовую доблесть»[2],
- медаль «Ветеран труда»[1][2],
- Грамота Президиума ВС Таджикской ССР[1][2],
- За вклад и многолетнюю добросовестную службу в системе МВД Таджикской ССР был награждён почётными грамотами Президиума Верховного Совета Таджикской ССР и ведомственными наградами Министерства внутренних дел Таджикской ССР[3][4][13].

## Семья
- Жена — Гулямхайдарова, урождённая Иванова Зинаида Филипповна (1926—2004), родом из Вятки. Работала в сфере медицины[1][3].
- Сыновья:
  - Гулямхайдаров Владимир Алексеевич (Алишаевич) (род. 1946) — известный советский футболист и тренер,
  - Гулямхайдаров Александр Алексеевич (1947—2021) — ветеран таджикского футбола, экс-игрок «Волга» Душанбе[1][3][13][25].
- Дочь:
  - Гулямхайдарова Раиса Алексексеевна (1961—2005)[1].

### Комментарии
1. ↑  Территория нынешней Горно-Бадахшанской автономной области на востоке Таджикистана в начале XX века предоставляла собой в административном отношении Памирский район с правами уезда, находившийся в подчинении военного губернатора Ферганской области.
2. ↑  В 1897 году в состав области была окончательно включена территория Восточного Памира, состоявшая из двух волостей (Памирской и Оршорской), и управлявшаяся начальником Памирского отряда, его штаб-квартира дислоцировалась с 1891 года в Маргелане, с 1893 года на Памирском Посту (Мургаб), а с 1897 года в Хороге[12].
3. ↑  С 1937 года Старый Памирский тракт станет составной частью большого Памирского тракта имени Сталина.
4. ↑  Народный комиссариат внутренних дел СССР (НКВД СССР), с 1946-го преобразованный в Министерство внутренних дел СССР (МВД СССР) в Таджикской ССР.
5. ↑  Министерство охраны общественного порядка (МООП) существовал с 26 июля 1966 года по 25 ноября 1968 года.
6. ↑  «Дата поступления на службу: 15.01.1936. Воинское звание: лейтенант. Наименование воинской части: 552 бао, Министерство охраны общественного порядка (деятельность МООП СССР регламентировалось Постановлением Совета Министров СССР за № 901 «Об утверждении Положения о советской милиции»), Таджикская ССР. Дата окончания службы: 01.10.1963. Информация об архиве ЦАМО, шкаф № 51, ящик № 33»[6].
7. ↑  1 января 1943 Сталинградский фронт будет переименован в Южный фронт.
8. ↑  „…более 700 тысяч участников обороны города-героя от вражеских полчищ были награждены медалью «За оборону Сталинграда» (первоисточник газета  // Правда. — 1968. — 2 февраля.)“[15].
9. ↑  C 20 октября 1943 года фронт будет переименован в 4-й Украинский фронт.
10. ↑  «3-я гвардейская стрелковая Волновахская дивизия. В феврале 1944 года дивизия в составе 13-го гвардейского стрелкового корпуса 2-й гвардейской армии 4-го Украинского фронта <…> приняла участие в Крымской стратегической наступательной операции, <…> 8 апреля освободила Армянск, <…> 9 мая освободила г. Севастополь, за что <…> награждена орденом Красного Знамени. С 8 июля 1944 года в составе 13-го гвардейского стрелкового корпуса 2-й гвардейской армии 1-го Прибалтийского фронта принимает участие в освобождение Прибалтики <…> в ходе Восточно-Прусской стратегической операции <…> по уничтожению противника юго-западнее Кёнигсберга и его Земландской группировки <…> награждена орденом Суворова II степени Архивная копия от 7 марта 2022 на Wayback Machine» www.nashapobeda.lv.
11. ↑  25 лет безупречной службы.
12. ↑  «Наградной документ, дата рождения 1916, место призыва Хорогский горвоенкомат, ТаджССР, Горно-Бадахшанская автономная область, город Хорог. Дата поступления на службу 1936 год. Воинское звание — гвардии старший лейтенант. Воинская часть 9 гвардейский стрелковый полк 3 гвардейской стрелковой дивизии 13 гвардейского стрелкового корпуса. Дата подвига 8 апреля 1944 года. Наименование награды: Орден Отечественной войны II степени. Приказ подразделения № 32/н от 21 мая 1944 года, издан 13 гвардейским стрелковым корпусом. Информация об архиве — Центральный архив Министерства обороны РФ (ЦАМО) Фонд исторической информации: 33 Опись исторической информации: 690155 Дело исторической информации: 4380»[6].
13. ↑  «Орден Отечественной войны II степени. Строка в наградном списке, страница 3 из 179. Строка 7-я: Гвардии старшего лейтенанта ГУЛЯМХАЙДАРОВА Алиша Командира 5 стрелковой роты, 9 Гвардейского стрелкового полка, 3 Гвардейской Стрелковой Волно-Вахской дивизии»[5].